# Arctia plantaginis
Arctia plantaginis és una espècie de lepidòpter ditrisi de la família dels erèbids (Erebidae) i no disposa de nom comú en català. Té una distribució Holàrtica, i a la península Ibèrica es troba principalment a la meitat nord, amb cites més escasses al centre i al sud.
Es tracta d'una arna robusta i peluda, d'ales amples i vistoses, que ha desenvolupat diversos mitjans de defensa per protegir-se dels depredadors. Encara que es troba inclosa entre les papallones nocturnes per la seva anatomia (plega les ales cap enrere, cobrint les posteriors amb les anteriors), la majoria dels individus adults de l'espècie es troben actius durant el dia.

## Morfologia
El gran ventall de possibles variants al dibuix de les ales sovint es pot observar fins i tot en els individus d'una mateixa posta. No obstant això, les femelles amb les ales posteriors grogues gairebé només apareixen a les zones altes alpines. Les adultes apareixen en una generació anual. Els mascles, experts voladors, mostren hàbits diürns.

### Adult
És una arna robusta i peluda, d'ales amples i vistoses. És extraordinàriament variable (bon exemple de polimorfisme) amb forma, coloració i aspecte general que recorda una petita gitana (Arctia caja). Té una envergadura de 32–38 mm.
Presenta dimorfisme sexual; és a dir, la coloració i el dibuix de les ales distintiu entre sexes: al mascle les ales són blanquinoses o groguenques clares (les ales posteriors sovint d'un color groc intens) amb un dibuix de taques negres que pot estar estès en major o menor mesura. Aquest dibuix pot arribar a ser tan dens que amb prou feines quedi res de la coloració base. La femella és similar, però les ales posteriors són vermelles o (amb menor freqüència) grogues i les ales en cap cas no estan tan enfosquides. En gairebé tots els tipus de dibuix, la coloració base clara de les ales anteriors forma un "4" angulós o el reflex invertit d'aquest abans dels apissos. L'abdomen del mascle sol ser groc, mentre que el de la femella és sovint vermell amb dibuixos negres.

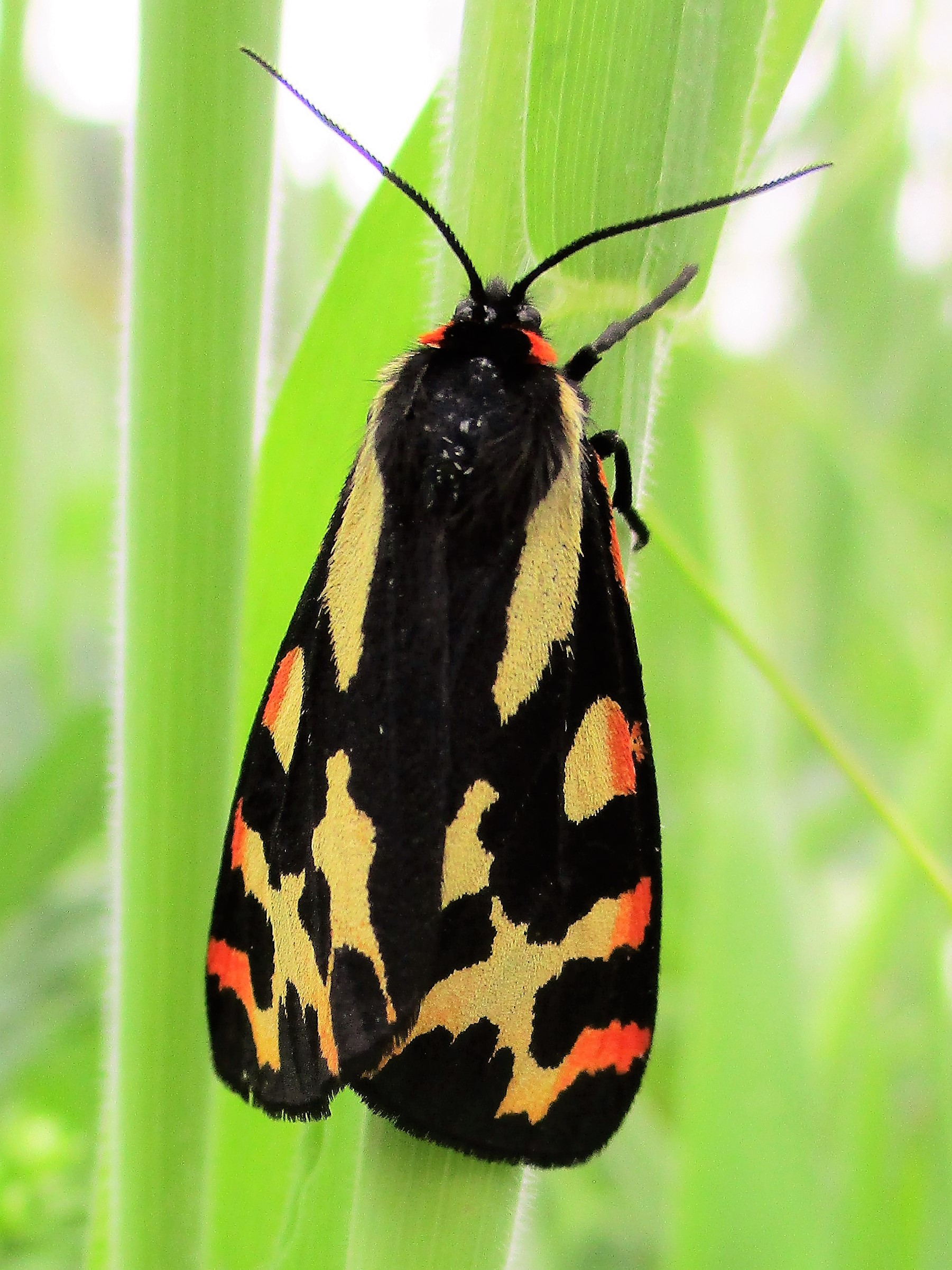
Exemplar de femella adulta d’Arctia plantaginis.

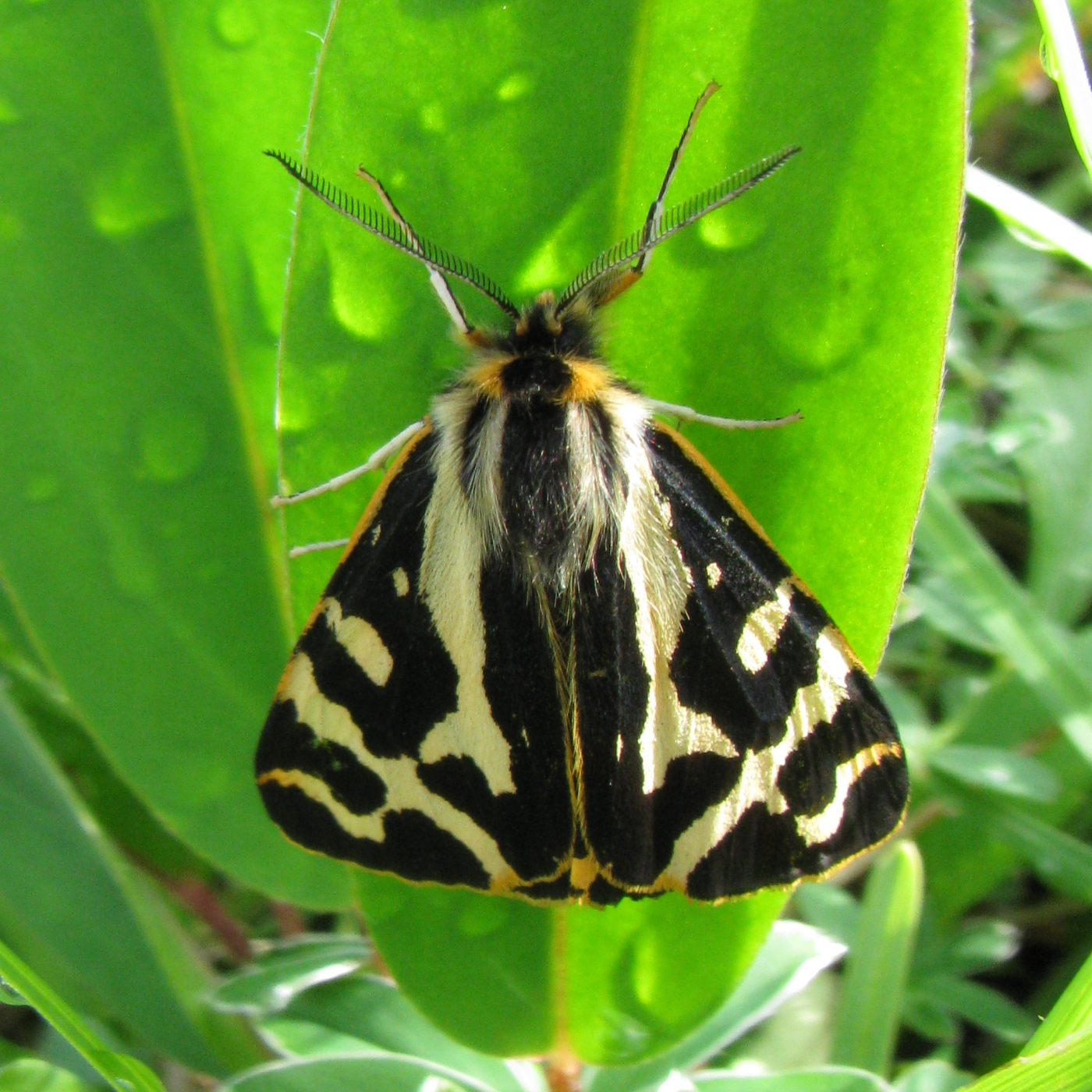
Exemplar de mascle adult d’Arctia plantaginis.

### Eruga
Mesura fins a 35 mm de longitud, és gris fosca i està coberta de pèls negres i grisos, a partir del 3r segment els pèls es tornen d'un viu color vermell ataronjat i a la part posterior del cos de nou són grisos.

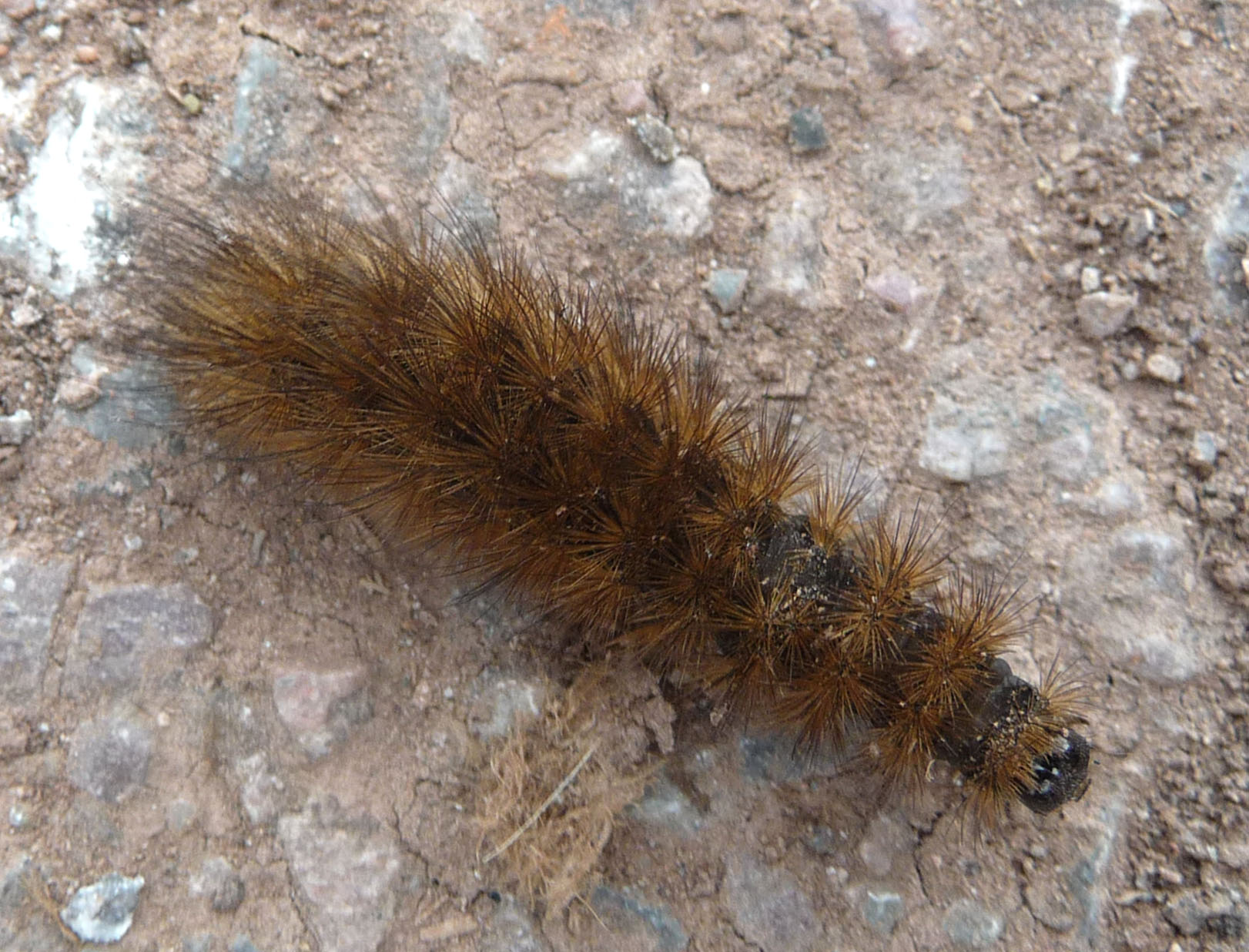
Exemplar de larva (eruga) d’Arctia plantaginis.

## Distribució
Viu en àrees més o menys obertes. El seu hàbitat pot ser tant clarianes com praderies humides i àcides, prats alpins i torberes, boscos caducifolis humits i boscos mixtos humits. Amb plantes herbàcies com a preferència de substrat (sobretot per les larves, ja que s'alimenten d’elles). A Europa central antigament estava àmpliament estesa, però en moltes zones aquesta espècie mostra una clara tendència decreixent. Per contra, als Alps continua sent força freqüent. En global ocupa una distribució molt àmplia però domina a la zona boreal, al llarg d’Amèrica del Nord i Euràsia.

## Ecologia
La larva és polífaga i s'alimenta de nombroses espècies de plantes herbàcies com l'herba cancera (Hieracium pilosella), la dent de lleó (Taraxacum officinale) i el plantatge de fulla estreta (Plantago lanceolata). A més, són reproductores de capital, és a dir, els adults no s'alimenten. Les larves tenen entre 5 i 7 estadis i han de recollir tots els nutrients i altres substàncies que les arnes necessiten per sobreviure i reproduir-se, la qual cosa fa que la dieta larvària sigui fonamental per a la forma física de l'individu.

## Cicle vital
Com tot lepidòpter, es tracta d’un insecte holometàbol, per la qual cosa passa per quatre fases diferents al llarg de la seva vida: ou, larva, pupa i imago (adult). Generalment, només presenta una generació per any (univoltina); és a dir, tots els individus que neixen en un any no es reprodueixen fins l’any següent, de manera que les generacions no se solapen.

### Ou i larva
La larva surt de l’ou al llarg de la tardor, i presenten una alta activitat durant el dia. Dintre aquesta fase, passen per un total de 5-7 estadis, durant els quals necessiten acumular tots els nutrients necessaris per sobreviure les altres fases. Quan l’hivern arriba, encara es troben en fase larval, per la qual cosa han d’entrar en un estat de latència per poder sobreviure.

### Pupa
Un cop ha passat l'hivern es reactiven fins que arriba la primavera, on passen a la fase de pupa. En aquesta fase, s'immobilitzen dintre un capoll blanquinós i ample. Dintre d’aquest, duen a terme la metamorfosi per donar pas a l’adult al final de la primavera.

### Adult
L'imago es pot trobar volant des del maig fins l’agost, segons la zona on es trobi i el clima. En general, els mascles tendeixen a ser molt actius durant el dia, mentre que les femelles recorren trajectes més petits, i durant l'albada. Al llarg d’aquesta fase no s'alimenta, sinó que es dedica exclusivament a aparellar-se i pondre ous en grans quantitats, adherint-los en una sola capa al revers d’una fulla.
Un cop l’adult s'ha reproduït, mor, acabant així el cicle biològic i donant pas a la següent generació.

## Coloració aposemàtica
La coloració aposemàtica és comuna en moltes espècies de lepidòpters; és un mecanisme adaptatiu en el qual les preses presenten una coloració protectora que les fa vivament desagradable enfront presumptes depredadors (anunciant toxicitat, gust desagradable…).
Els animals aposemàtics sovint usen colors brillants per anunciar les seves defenses secundàries als depredadors. La selecció per part dels depredadors afavoreix aquests senyals d'advertiment perquè els depredadors aprenen i recorden més fàcilment els patrons grans i brillants.
Típicament, les espècies aposemàtiques experimenten una forta selecció a causa de la depredació afavorint poblacions monomòrfiques. No obstant això, en espècies aposemàtiques amb polimorfisme dins una població, aquest principi és desafiat per la dificultat dels depredadors per aprendre diversos morfs de color. La selecció sexual pot ser una pressió selectiva alternativa o addicional que influeix en el manteniment de la variació de color.

### Aposematisme a l'adult
Les poblacions d'Arctia plantaginis gairebé sempre són polimòrfiques, on mascles presenten diferents morfs de color groc o blanc. Els morfs grocs mostren senyals d'advertència més forts i experimenten taxes de depredació més baixes i una més llarga indecisió dels depredadors. Els morfs blancs són depredats significativament més pels ocells que els morfs grocs, però persisteixen com a fenotip freqüent en moltes poblacions.
La costosa coloració vermella entre les femelles probablement és seleccionada per la pressió dels depredadors, no pels seus congèneres, mentre que el polimorfisme de color dels mascles probablement es mantingui, almenys en part, per les forces oposades de la pressió de depredació que afavoreix els mascles grocs i la preferència de les femelles pels mascles blancs.

### Aposematisme a la larva
Els insectes, i els lepidòpters en particular, utilitzen una varietat de pigments (els més comuns són carotenoides, flavonoides, pterines i melanines) per produir taronges i negres com els que es troben en el tret en qüestió. Molts animals no poden sintetitzar aquests pigments i els han d'obtenir directament de la seva dieta. Per tant, la seva escassetat a la dieta pot limitar l'expressió del color.
La larva presenta una taca taronja a la part dorsal del seu cos negre i pelut. Els depredadors aprenen a evitar les larves amb grans patrons ataronjats (proporció de taronja >60 %) més ràpid, cosa que suggereix una selecció cap a mides de senyal més grans.
En aquest cas, les larves aposemàtiques d'Arctia plantaginis produeixen el color del senyal d'advertència taronja en dipositar flavonoides derivats de la dieta. Els elements del patró negre estan formats per pèls que contenen alts nivells d'eumelanina.